# Jag vill ha en egen måne
Jag vill ha en egen måne är en balladlåt med text av Kenneth Gärdestad och musik av Ted Gärdestad. Ted Gärdestad framförde den, släppte den på singeln Polar POS 1155 i april 1972 och låten blev hans första hitlåt. Låten testades även på Svensktoppen, där den sedan låg i 14 veckor under perioden 11 juni–10 september 1972 och bland annat toppade listan. Alla medlemmar i Abba råkade vara i studion samtidigt som låten spelades in, så Frida och Agnetha hörs körande i bakgrunden.
Kenneth skrev först både text och musik, men Ted tog över och behöll refrängen men ändrade versen. Det var 1968, då Ted var 12 år.
Sången har blivit en visa med bestående popularitet. Den har också spelats in av andra musiker, bland annat av svenska dansband som Thorleifs på albumet Kurragömma 1978 och 2010 av Wahlströms med låten på albumet Vårt älskade 80-tal. Janne Schaffer brukar spela denna låt instrumentalt på konserter.
En rockigare version framfördes av Gamblers i Dansbandskampen 2009.

## Publikation
- Barnens svenska sångbok, 1999, under rubriken "Gladsång och poplåt".